# World Circuit Records
World Circuit Records est un label discographique britannique, établi à Londres au milieu des années 1980 et spécialisé dans la musique de Cuba et d'Afrique de l'Ouest. La ligne du label était d'être un soutien général pour les artistes qu'il produisait, prenant en charge l'ensemble des aspects de chaque production. Vingt ans plus tard, cette politique reste centrale dans le fonctionnement de World Circuit. Le label a célébré ses vingt ans en 2006 en sortant World Circuit presents..., une double compilation rétrospective du travail accompli. Les enregistrements du label sont distribués par Nonesuch/Elektra Records aux États-Unis.

## Artistes
- Abdel Gadir Salim
- Afel Bocoum
- Afro-Cuban All Stars
- Ali Farka Touré
- Andy Hamilton
- Bellemou Messaoud
- Bheki Mseleku
- Black Umfolosi
- Buena Vista Social Club
- Celina González
- Cheikh Lô
- Dimi Mint Abba
- Estrellas de Areito
- Fatoumata Diawara
- Guillermo Portabales
- Ibrahim Ferrer
- Jali Musa Jawara
- Joe Arroyo
- Juan de Marcos
- Lisandro Meza
- Los Zafiros
- Manuel "Guajiro" Mirabal
- Ñico Saquito
- Orchestra Baobab
- Orlando "Cachaíto" López
- Oumou Sangaré
- Peregoyo
- Radio Tarifa
- Ry Cooder
- Rubén González
- Sierra Maestra
- Toumani Diabaté

## Site officiel
- (en) Site officiel
- Ressources relatives à la musique :   - Discogs
  - MusicBrainz